# Cala Calella
La Cala Calella, o simplement, la Calella, és una petita cala rocosa del municipi de Torroella de Montgrí, dins del territori de l'Entitat Municipal Descentralitzada de L'Estartit (Baix Empordà). Es localitza a la costa del Massís del Montgrí, entre la punta de les Salines i la Trona, dins del Parc Natural del Montgrí, les Illes Medes i el Baix Ter. S'hi accedeix pel camí de ronda que uneix les poblacions de l'Estartit i l'Escala, a uns 30 minuts a peu des del port de l'Estartit, en direcció nord. Al fons de la cala hi ha una petita platja rocallosa. Per arribar a la cala des del port, cal seguir pel Carrer del Cap de la Barra, de trajectòria ascendent. Al final d'aquesta via, unes escales ens serveixen d'accés al Mirador del Cap de la Barra, amb unes vistes espectaculars de les Illes Medes i de la roca El Molinet. Després del mirador, seguint pel camí, trobem un trencall a mà esquerra que ens porta al Pou de la Calella, un avenc de 55 metres de profunditat originat per l'erosió de les roques calcàries que formen el massís. Uns cent metres abans d'arribar-hi ens trobem, al marge dret del camí, amb l'escull-illot anomenat Punta dels Arquets.